# Vít Aschenbrenner
Vít Aschenbrenner (* 10. srpna 1977 Plzeň) je český muzikolog, pedagog, sbormistr, dirigent, varhaník, cembalista a organizátor hudebního života.

## Vzdělání

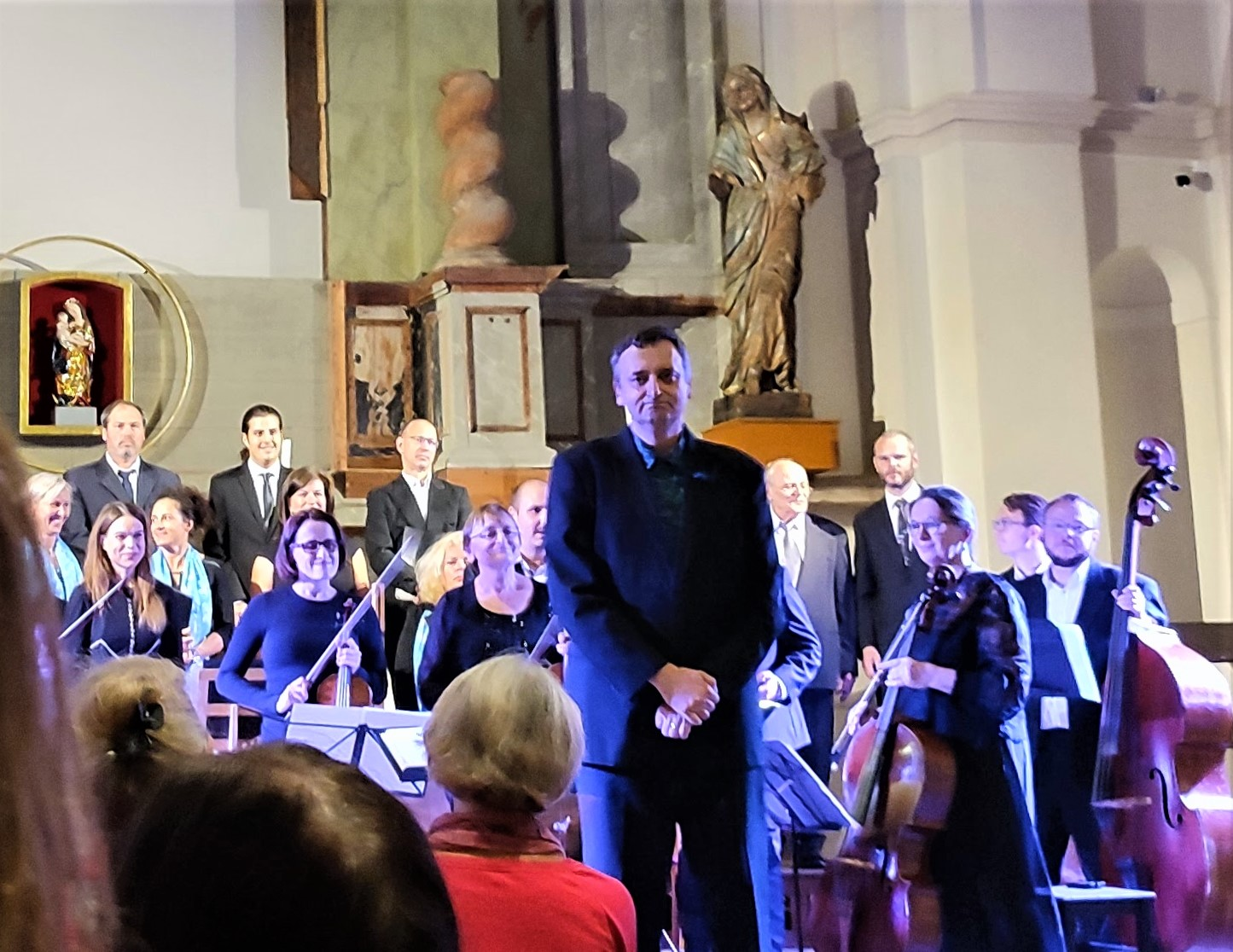
Sbor Kolegium pro duchovní hudbu a orchestr Consortium musicum pod vedením Víta Aschenbrennera, 16. 9. 2022 po koncertě v Ostrově nad Ohří.

Po absolvování Gymnázia Jaroslava Vrchlického v Klatovech vystudoval v l. 1995–2003 obory historie, germanistika a hudební věda na FF UK v Praze (diplomová práce Literátské bratrstvo v Klatovech 17. a 18. století a jeho podíl na náboženském a kulturním životě města). Na Ústavu hudební vědy FF UK absolvoval doktorské studium a v roce 2012 zde obhájil disertační práci Hudebně-liturgický provoz jezuitské koleje v Klatovech v 17. a 18. století. U Roberta Huga (2009-2010), Helmuta Frankeho (2011) a Moniky Knoblochové (od 2012) se věnoval hře na varhany a cembalo a v l. 2012–2016 vystudoval hru na cembalo na Akademii staré hudby FF MU v Brně (bakalářská práce Hudební provoz plzeňských františkánů v 17. a 18. století se zaměřením na vícehlasý repertoár). V letech 2014–2020 vystudoval dirigování na Plzeňské konzervatoři (Jiří Štrunc, Bronislav Procházka).

## Muzikologická činnost
Od roku 2003 působí Katedře hudební kultury Pedagogické fakulty ZČU v Plzni jako odborný asistent v oboru hudební dějiny a hudební regionalistika. Dlouhodobě se věnuje výzkumu hudební kultury jihozápadních Čech v raném novověku, resp. v 17. a 18. století a výzkumu hudebního provozu významných kulturních center tohoto regionu v pobělohorském období.
V rámci přípravných výzkumných prací pro zmapování hudební kultury regionu publikoval v roce 2006 text Poutnická procesí směřující do Klatov – příspěvek k dějinám provozu západočeského barokního poutního centra v letech 1685–1785. Je spoluautorem kolektivní historické monografie Klatovy (2010), kam přispěl kapitolou o dějinách města v předbělohorském století. Výsledkem výzkumu hudebního života klatovské jezuitské koleje je monografie Hudebně-liturgický provoz jezuitské koleje v Klatovech v 17. a 18. století (2011). Pozornost věnuje také hudebním dějinám Plzně. Jeho text mapující plzeňské hudební dění do roku 1800 se stal součástí připravovaného prvního Dějin města Plzně (2015). Orientuje se také na problematiku barokního plzeňského františkánského konventu v pobělohorském období a na výzkum hudebního provozu barokního poutního kostela v Přešticích na jižním Plzeňsku v 18. století. Aschenbrenner také podrobně zmapoval také hudební kontakty Jakuba Jana Ryby s plzeňským prostředím (2016). Předmětem jeho dlouhodobého badatelského zájmu zůstávají Klatovy a sbírka hudebnin zdejšího děkanského kostela. Výsledkem tohoto výzkumu jsou texty o významných klatovských chorregentech 18. století (Jan Václav Flaška, Václav Pavlas), jež ovlivňovali úroveň klatovského hudebního života a osobitým způsobem reflektovali dobový vývoj hudebního repertoáru. V Janu Václavu Flaškovi objevil jediného dosud známého klatovského barokního skladatele. Na osobnosti Václava Pavlase dokládá repertoárový vývoj liturgické hudby v Klatovech na přelomu raného a vrcholného klasicismu.

## Hudebně interpretační činnost
Své regionální hudební výzkumy uplatňuje také jako interpret. V l. 1995–2017 působil jako varhaník v kostele sv. Ignáce v Klatovech, 2014–2017 jako klatovský regenschori. Založil smíšený sbor Kolegium pro duchovní hudbu (1996) a komorní orchestr Consortium musicum (2003), které sám vede a zaměřuje se s nimi na interpretaci skladeb z regionálních archivů. V letech 2015 a 2019 také vedl studijní ateliér v rámci mezinárodní sborové dílny Bohemia Cantat v Liberci.
Od roku 2004 působí jako regenschori, od roku 2020 pak jako Kirchenmusiker v Katholische Pfarrei Mariä Himmelfahrt v německém Bodenmais, od roku 2010 je uměleckým vedoucím Niederbayerisches Ärzteorchester v Deggendorfu (Německo), s nímž provedl v roce 2014 Haydnův cyklus Sedm posledních slov Vykupitelových na kříži.
Významnou součástí činnosti Kolegia je vedle novodobých premiér hudby z regionálních archivů také uvádění nově vzniklé soudobé duchovní tvorby. Mezi počiny v této oblasti patří světová premiéra Hymnu o porozumění plzeňského skladatele Jiřího Bezděka (2014), Oratoria k Panně Marii Klatovské plzeňského skladatele Pavla Samiece, jež byla uskutečněna v roce 2015 k 330. výročí klatovského mariánského zázraku (1685), a Samiecova oratoria Blahoslavený Hroznata zkomponovaného ke stému výročí založení Československé republiky (2018). R. 2016 provedl v obnovené premiéře Reqviem ex Dis klatovského regenschoriho Jana Václava Flašky, v roce 2017 pak Vesperae I. Longiores de Beatiſſima Virgine ac Glorioſiſſima DEI Genitrice MARIA, op. VII/1 (1754) marchtalského pozdně barokních skladatele P. Isfrida Kaysera, OPraem. (1712–1771) a Missa Solemnis Sancti Ioannis Nepomuceni (1779) pražského německého skladatele P. Cajetana Vogela, OSM, určenou pro oslavy 50. jubilea svatojánské kanonizace v katedrále sv. Víta. V roce 2018 premiéroval své Requiem in stile antico zkomponované pro sbor a basso continuo ve stylu raného baroka.
Od roku 2015 se Aschenbrenner systematicky věnuje uvádění soudobé hudby pro klávesové nástroje, jejíž vznik v mnohých případech sám inicioval. V červenci 2015 realizoval v německém Birkenau (Odenwald) světovou premiéru varhanního cyklu Tři soudobé modlitby pro varhanní pozitiv plzeňského skladatele Jiřího Bezděka, na podzim 2015 provedl tento cyklus v české premiéře a zároveň premiéroval Praeludium und Gigue für Orgel manualiter bavorského skladatele Holmera Beckera. V roce 2017 premiéroval v Birkenau Suitu pro cembalo plzeňského skladatele Václava Špírala.

## Hudebně organizační činnost
Od r. 2007 je organizátorem a dramaturgem Evropského festivalu duchovní hudby „Šumava-Bayerischer Wald“, od r. 2011 působí také jako předseda západočeské oblasti Unie českých pěveckých sborů, je členem Hlavního výboru Unie českých pěveckých sborů. Od r. 2013 spolupracoval s Evropským hlavním městem kultury Plzeň 2015 (linie Baroko) a podílel se na realizaci jeho programů. V l. 2014–2015 organizoval ve spolupráci s bavorskou Kulturstiftung EUROPAMUSICALE českou část mezinárodního hudebního festivalu EUROPAMUSICALE-Musica Sacra. V rámci hudebních projektů spolupracuje s dalšími subjekty (Consortium musicum, Artis fontes, Musikkreis Bayern-Böhmen aj.). Od r. 2016 je dramaturgem Haydnových hudebních slavností. Spolupracuje také s nadačním fondem Přátelé dobřanských varhan.